# Кабака Буганды
Кабака Буганды — титул монарха Буганды. Согласно традициям народа ганда, ими правят два кабаки — духовный и светский.
Духовный кабака представлен в виде регалий — царских барабанов, называемых Муджагузо. Муджагузо, как и любой другой царь, имеет свой собственный дворец, чиновников, слуг и дворцовую стражу. Материальный, человеческий принц должен выполнить особые ритуалы на барабанах, прежде чем его можно будет объявить кабакой Буганды. При рождении наследника на царских барабанах играют барабанщиками специально отобранными из определённого клана, как средство информирования подданных королевства о рождении нового члена королевской семьи. Те же самые барабаны звучат после смерти правящего кабаки, чтобы официально объявить о смерти материального короля. Согласно верованиям Буганды, кабака не умирает, а теряется в лесу. Внутри царских гробниц Буганды, таких как гробницы Касуби и Вамала, можно увидеть вход в «лес», заглядывать туда считается табу.

## Выборы короля
У Буганды нет понятия, эквивалентного наследному принцу. Со всеми принцами обращаются одинаково до коронации нового короля после смерти правящего монарха. Однако в период правления короля специальный совет уполномочен изучать поведение и особенности молодых принцев. Правящий король, информированный по рекомендации специального совета, выбирает одного принца в качестве своего преемника. Во время тайной церемонии избранному принцу глава специального проверочного совета вручает специальный кусок ткани из коры. Имя будущего короля держится в тайне специальным советом до самой смерти правящего короля. Когда все принцы и принцессы призваны осмотреть лежащее тело покойного короля, избранный принц кладет специальный кусок ткани из коры на тело покойного короля, показывая себя как наследника престола.
По традиции бугандские дети относятся к клану своих биологических отцов. Распространено заблуждение, что кабака Буганды относится к клану своей матери. Некоторые утверждают, что королевская семья Буганды была матрилинейной. Ни одно из этих утверждений не является истинным. Кабака имеет свой собственный клан, который называется королевским кланом — Олулио Олулангира. Члены этого клана называются абалангира для мужчин и абамбеджа для женщин. Это заблуждение возникло отчасти потому, что у королевского клана нет тотема, который есть у всех других кланов Буганды. У королевского клана есть своя собственная генеалогия, прослеживающаяся по патрилинейной линии, простирающейся вплоть до Кинту.
Перворожденный принц, по традиции называемый Кивива, не может стать королём. Это было тщательно спланировано, чтобы защитить его от любых покушений в попытке бороться за корону. Вместо этого ему отводится особая роль в делах королевской семьи и королевства. Таким образом, имя возможного наследника престола остается тайной.

## Список королей Буганды
Ниже приведены короли Буганды, начиная примерно с 1300 года.
1. Като Кинту, начало XIV века
2. Чва I, середина XIV века
3. Кимера (1374—1404)
4. Ттембо (1404—1434)
5. Киггала (1434—1464) и (1484—1494)
6. Кийимба (1464—1484)
7. Кайима (1494—1524)
8. Накибинге (1524—1554) период междуцарствия (1554—1555)
9. Мулондо (1555—1564)
10. Джемба (1564—1584)
11. Суна I (1584—1614)
12. Секамаанья (1614—1634)
13. Кимбугве (1634—1644)
14. Катерегга (1644—1674)
15. Мутеби I (1674—1680)
16. Джууко (1680—1690)
17. Кайемба (1690—1704)
18. Тебандеке (1704—1724)
19. Ндавула (1724—1734)
20. Кагулу (1734—1736)
21. Кикулве (1736—1738)
22. Маванда (1738—1740)
23. Мванга I (1740—1741)
24. Намуггала (1741—1750)
25. Кябаггу (1750—1780)
26. Джунджу (1780—1797)
27. Семакокиро (1797—1814)
28. Камаанья (1814—1832)
29. Суна II (1832—1856)
30. Мутеса I (1856—1884)
31. Мванга II (1884—1888) и (1889—1897)
32. Кивева (1888—1888)
33. Калема (1888—1889)
34. Дауди Чва II (1897—1939)
35. Мутеса II (1939—1969) период междуцарствия (1969—1993)
36. Рональд Мувенда Мутеби II (1993—настоящее время)